# Petr Kadlček
Petr Kadlček (* 19. října 1955 Teplice) je český kytarista, bubeník, zpěvák a textař poprockové hudební skupiny Natural.

## Život
Petr Kadlček se narodil 16. října 1955 v Teplicích. K hudbě se Petr Kadlček dostal již v útlém mládí (v první polovině 60. let 20. století) a to jak poslechem českých radiových stanic a televize, tak i rozhlasové stanice Radio Luxembourg. Silně jej ovlivnily například hudební filmy Kdyby tisíc klarinetů a Starci na chmelu. Z domácí hudební scény to byli například The Matadors, Petr Novák, Karel Kahovec, Blue Effect, Marta Kubišová, Juventus s Karlem Černochem, Apollobeat' a další. Občas se dostal i k poslechu skladeb ze světové rockové scény. Vyzkoušel si hru prakticky na veškeré hudební nástroje (Klavír, housle, trubka, foukací harmoniky, zobcové flétny a později i kytara), které měl doma k dispozici.
Začátky jeho hudební kariéry se vyznačovaly amatérskými pokusy (již ve věku 15 let) o založení hudebních skupin, hraní na zábavách a plesech. Na tanečních zábavách, které se nazývaly „čaje“, začal Petr Kadlček veřejně hrát ve věku 17 let tedy od roku 1972, ale autorskou hudbu začal tvořit až koncem 70. let 20. století a to především poté, co sám stál coby zpěvák, bubeník a hráč na akustickou kytaru (v roce 1979) u založení teplické hudební skupiny Emise V době dospívání jej ovlivnily skupiny George and Beatovens s Petrem Novákem a Blue Effect (např. skladba Slunečný hrob), dále pak ze zahraničních skupin Deep Purple (a to např. jejich skladba Child in Time).
Během své více než 50 let trvající muzikantské kariéry prošel Petr Kadlček mnoha hudebními skupinami (Black monsters, Alfa, Showband, Sféry, Kyklop, Kanagom, Emise, Natural, Buran Prášil, krátce Tučňáci, Sešlost výtečníků, Kamion, příležitostně Prototyp, Bingoband, Bluesband Petry Hapkové, 4 roky (2008–2011) působil ve skupině Tango Miroslava Imricha). Stěžení je ale jeho působení v hudební skupině Natural (téměř 40 let) a nedůležitější pro něj osobně byla skupina Emise v Teplicích i když její existence trvala jen 4 roky (1979 až 1983).
Během své hudební kariéry složil asi 150 písniček (stav k roku 2021) a písňových textů bylo ještě více. Písně skládal především pro hudební skupiny Emise (kterou založil) a Natural ale také pro své sólové koncertní akustické interpretace (pro jiné hudební skupiny bylo písní jen několik). Je také autorem hudby k divadelní hře. Petr Kadlček provozuje vlastní kytarovou školu. Kromě hraní se v době zákazů veřejných hudebních produkcí (v souvislosti s pandemií Covid–19) věnoval domácí výuce žáků (soukromým lekcím hry na kytaru).

## Publikační činnost
- Kadlček, Petr. Strašidelná Praha. [Praha]: nakladatelství Petr Kadlček, (po roce 1992)?; 20 nečíslovaných stran. (Vybral, sestavil a napsal Petr Kadleček + ilustrace Karel Kopic)
- Natural. Já na to mám (zvukový záznam). Praha: Sony Music Bonton, 2003; 1 zvuková kazeta (stopáž: 43:54). Obsahuje písně: Já na to mám; Nemusím se hnát; Do hrobu si nevezmu nic; Kočičky; Jen pojďte dál; Co to tu provádíš?; Pro ten dnešní večer; Lítací sen; Projdi se tmou; Rozloučení; Kouřím filtr; Řeči, řeči; Jen tak plout. Texty písní: Petr Kadlček (kromě písní v pořadí číslo 9, 11).